# V Jump
V Jump (яп. Vジャンプ, Bui Janpu) — японський журнал про шьонен-манґу та відеоігри, які розроблені за мотивами манги. Журнал дебютував у 1993 році видавництвом Shueisha під серією журналів Jump.

## Історія
Прототип журналу під назвою Hobby's Jump був запущений у 80-х роках як побічний випуск Monthly Shōnen Jump. Hobby's Jump було оголошено припиненим, і з’явився новий журнал під назвою V Jump. V Jump — це журнал про відеоігри, присвячений серіям ігор Dragon Quest і Final Fantasy, а також багатьом шьонен-мангам. Акіра Торіяма створив персонаж-талісман журналу V Dragon (яп. V龍), ім’я якого було обрано завдяки опитуванню читачів.
V Jump також взяв багато серій з Weekly Shōnen Jump, наприклад Shadow Lady, створений Масаказу Кацура, який мав більший успіх у V Jump, ніж будь-коли. Пізніше журнал опублікував продовження класичної серії Weekly Shōnen Jump «Dr. Slump», персонажі з якого з’явилися на обкладинці першого випуску V Jump під назвою «The Brief Return of Dr. Slump» (укр. Коротке повернення доктора Слампа) (автор Такао Кояма та проілюстрував Кацуйоші Накацуру). Після серіалу «Dr. Slump», адаптація спін-оффу аніме Yu-Gi-Oh!: Duel Monsters GX під назвою Yu-Gi-Oh! GX почала свою серіалізацію. Серіалізація Yu-Gi-Oh! R закінчилася 21 грудня 2007 року.

## V Jump Books
V Jump Books —  серія посібників з манги та відеоігор V Jump, а також деяких прем’єрних видань. Здебільшого посібники фокусуються на серіях від Square Enix. Це інше видавництво Disney Books в Японії разом з Kodansha, оскільки воно видавало книги та путівники по іграх серії Kingdom Hearts.

## Особливості
Основний контент V Jump — інформація про відео/аркадні та карткові ігри. Тому у V Jump є обмежена кількість манґи, які було серіалізовано. Більшість манґ у V Jump є коміксами до анімації та відео/карткових ігор.

### Манґа, що виходить уVJump
Наразі у V Jump регулярно виходять сім серій манґи.
| Назва серії | Автор(и)                                    | Прем'єра      | Примітки                        |
| --- | ------------------------------------------- | ------------- | ------------------------------- |
| Boruto: Naruto Next Generations (яп. BORUTO -ボルト- -NARUTO NEXT GENERATIONS-)                                                          | Mikio Ikemoto, Укьо Кодачі, Масасі Кісімото | липень 2019   | Перенесено з Weekly Shōnen Jump |
| Dragon Ball Heroes Victory Mission (яп. ドラゴンボールヒーローズ Victory Mission)                                                        | Toyotarou                                   | вересень 2012 | На перерві                      |
| Dragon Ball Super (яп. ドラゴンボール超)                                                                                                 | Акіра Торіяма, Toyotarou                    | червень 2015  |                                 |
| Digimon World Re:Digitize Encode (яп. デジモンワールド リ：デジタイズ エンコード)                                                        | Kōhei Fujino, Акіоші Хонго                  | квітень 2013  | На перерві                      |
| Dragon Quest - Dai no Daibouken: Yuusha Avan to Gokuen no Maoh (яп. ドラゴンクエスト ダイの大冒険 勇者アバンと獄炎の魔王)                | Yusaku Shibata, Ріку Санджо                 | вересень 2020 |                                 |
| Dragon Quest Treasures: Another Adventure Fadora no Takarajima (яп. ドラゴンクエスト トレジャーズ アナザーアドベンチャー ファドラの宝島) | Масакі Хара, Йоічі Амано                    | листопад 2022 |                                 |
| Yu-Gi-Oh! OCG Stories (яп. 遊☆戯☆王OCGストーリーズ)                                                                                      | Наохіто Мійосі, Шин Йосіда                  | квітень 2022  |                                 |
| Yu-Gi-Oh! OCG Structures (яп. 遊☆戯☆王OCGストラクチャーズ)                                                                               | Masashi Sato                                | червень 2019  |                                 |

### Попередні серії
- The Brief Return of Dr. Slump
- Bakuen CAMPUS Guardress
- Digimon Adventure V-Tamer 01
- Digimon Next
- Digimon Xros Wars
- Dragon Ball: Episode of Bardock
- Dragon Quest: Souten no Soura
- Dub &amp; Peter 1
- Gaist Crusher First
- Go! Go! Ackman
- Haō Taikei Ryū Knight
- Kinnikuman II-Sei: All Chōjin Dai Shingeki
- Onmyō Taisenki
- Saint Seiya (лише останній розділ)
- Shadow Lady
- Slime MoriMori
- Soldier of Savings Cashman
- Viewtiful Joe
- Yu-Gi-Oh! GX
- Yu-Gi-Oh! R
- Yu-Gi-Oh! 5D's
- Yu-Gi-Oh Zexal
- Yu-Gi-Oh! Arc-V
- Yu-Gi-Oh! SEVENS
- Z/X: Code Reunion

## Обіг
| Рік / Період                  | Щомісячний обіг     | Продажі    | Дохід (приблизно)            | Ціна     |
| ----------------------------- | ------------------- | ---------- | ---------------------------- | -------- |
| вересень 1998 - серпень 2003  | 149 833             | 8 989 980  | 4 944 489 000¥               | 550¥     |
| вересень 2003 - серпень 2004  | 149 833             | 1 797 996  | 988 897 800¥                 | 550¥     |
| вересень 2004 - серпень 2005  | 178 334             | 2 140 008  | 1 177 004 400¥               | 550¥     |
| вересень 2005 - вересень 2007 | 178 334             | 4 458 350  | 2 452 092 500¥               | 550¥     |
| жовтень 2007 - вересень 2008  | 366 667             | 4 400 004  | 2 420 002 200¥               | 550¥     |
| жовтень 2008 - вересень 2009  | 379 167             | 4 550 004  | 2 502 502 200¥               | 550¥     |
| жовтень 2009 - вересень 2010  | 391 667             | 4 700 004  | 2 585 002 200¥               | 550¥     |
| жовтень 2010 - вересень 2011  | 320 834             | 3 850 002  | 2 117 501 100¥               | 550¥     |
| жовтень 2011 - вересень 2012  | 302 500             | 3 850 002  | 2 117 501 100¥               | 550¥     |
| жовтень 2012 - вересень 2013  | 292 500             | 3 510 000  | 1 930 500 000¥               | 550¥     |
| жовтень 2013 - вересень 2014  | 252 500             | 3 030 000  | 1 666 500 000¥               | 550¥     |
| жовтень 2014 - вересень 2015  | 233 334             | 2 800 008  | 1 540 004 400¥               | 550¥     |
| жовтень 2015 - вересень 2016  | 258 333             | 3 099 996  | 1 704 997 800¥               | 550¥     |
| жовтень 2016 - вересень 2017  | 212 500             | 2 550 000  | 1 402 500 000¥               | 550¥     |
| жовтень 2017 - грудень 2018   | 186 000             | 2 790 000  | 1 395 500 000¥               | 550¥     |
| січень 2019 - грудень 2019    | 167 000             | 2 004 000  | 1 142 280 000¥               | 570¥     |
| січень 2020 - грудень 2020    | 155 000             | 1 860 000  | 1 060 200 000¥               | 570¥     |
| січень 2021 - грудень 2021    | 147 000             | 1 764 000  | 1 005 480 000¥               | 570¥     |
| вересень 1998 - грудень 2021  | 240 077 (приблизно) | 62 144 354 | 34 291 954 700¥ ($235,5 млн) | 550–570¥ |